# Луиза Борджия
Луиза Борджия д'Албре дьо Шатийон-Лимож (на италиански: Luisa Borgia d'Albret de Châtillon-Limoges; на френски: Louise Borgia), наречена Луиз дьо Валантиноа (на френски: Louise de Valentinois; * 17 май 1500, Кралство Франция; † 1553, замък на Бюсе, Кралство Франция), е италианска и френска благородничка, suo jure херцогиня на Валентиноа и господарка на Шалю.

## Произход
Луиза е единствената законна дъщеря на Чезаре Борджия, нар. Валентино (* 1475, † 1507), бивш кардинал, както и херцог на Валантиноа, на Романя и на Урбино, граф на Диоа, принц на Андрия и Венафро, господар на Имола, Форли, Бертиноро и др., гонфалониер на Църквата и генерален капитан на Светата църква, от съпругата му Шарлот д'Албре (* 1480, † 1514), сестра на краля на Навара Жан III Наварски. Нейни баба и дядо по бащина линия са папа Александър VI (Родриго Борджия) и метресата му Ваноца Катанеи, а по майчина – Ален I д'Албре, господар на Албре, господар на Фльоранс и Гор, виконт на Тартас, граф на Гор, граф на Дрьо и граф на Кастр, и Франсоаз дьо Шатийон-Лимож, виконтеса на Лимож, графиня на Перигор, господарка на Авен и на Шалю.
Има поне единадесет полубратя и полусестри, родени от извънбрачните връзки на баща ѝ.

## Биография
На 12 март 1507 г. баща ѝ Чезаре е убит при обсадата на Виана Испания) в служба на своя чичо по майчина линия, крал Жан III Наварски. Луиза, като негова единствена наследница, наследява suo jure Херцогство Валантиноа. Майка ѝ действа като регентка до смъртта си на 11 март 1514 г., когато Луиза е почти на 14 г. Тогава Луиза я наследява suo jure като господарка на Шалю.
На 2-годишна възраст Луиза е сгодена за Федерико II Гонзага, бъдещ херцог на Мантуа, син на Франческо II Гонзага и Изабела д'Есте. Споразумението има за цел да разреши споровете между двамата родители. Сватбата обаче не се състои поради смъртта на папа Александър VI на 18 август 1503 г.
Луиза се омъжва за първия си съпруг Луи II дьо Ла Тремуй, губернатор на Бургундия, на 7 април 1517 г. Той умира в битката при Павия на 24 февруари 1525 г., оставяйки я вдовица на 24 г.
Тя се омъжва за втория си съпруг Филип дьо Бурбон, барон на Бурбон-Бюсе, на 3 февруари 1530 г. Двойката установява своята резиденция в замъка на Бюсе, където Луиза извършва много ремонти, включително покрита галерия на приземния етаж и друга в източното крило.
Умира в замъка на Бюсе през 1553 г.

## Брак и потомство
Омъжва се два пъти:
∞ 1. 7 април 1517 за Луи II дьо Ла Тремуй (* 20 или 29 септември 1460, Бомиер, † 24 февруари 1525, Павия), виконт на Туар, губернатор на Бургундия, по-голям от нея с почти 40 г., от когото няма деца.
∞ 2. 3 февруари 1530 за Филип дьо Бурбон-Бюсе (* 1499, † 1557), господар на Бюсе, от когото има четири сина и две дъщери:
- Клод дьо Бурбон-Бюсе (* 18 октомври 1531, замък на Бюсе, † 1588), барон и после граф на Бюсе, барон на Пюягю и на Шалю , ∞ 1564 за Маргьорит дьо Ларошфуко, от която има деца.
- Маргьорит дьо Бурбон-Бюсе (* 10 октомври 1532, † 8 септември 1591), ∞ за Жан дьо Пиер-Бюфиер, барон на Понтарион, от когото няма деца
- Анри дьо Бурбон-Бюсе (* 1533, † 1534)
- Катрин дьо Бурбон-Бюсе (* 14 октомври 1534)
- Жан дьо Бурбон-Бюсе (* 2 септември 1537), владетел на Ла Мот-Фьои, ∞ за Юхарист дьо ла Брос-Морле, от която има деца.
- Жером дьо Бурбон-Бюсе (* 19 октомври 1543, † пр. 1619), господар на Монте, ∞ за Жана дьо Рола. Бракът беше бездетен.

От първородния ѝ син Клод произлизат настоящите законни потомци на Чезаре Борджия, като граф Шарл дьо Бурбон-Бюсе, принц Сикст-Анри дьо Бурбон-Парма, Луи Александър Андро дьо Ланжерон, Александър дьо Богарне и френската актриса Ирен дьо Малмон (с псевдоним Джина Палерме).